# Jakob av Dacia

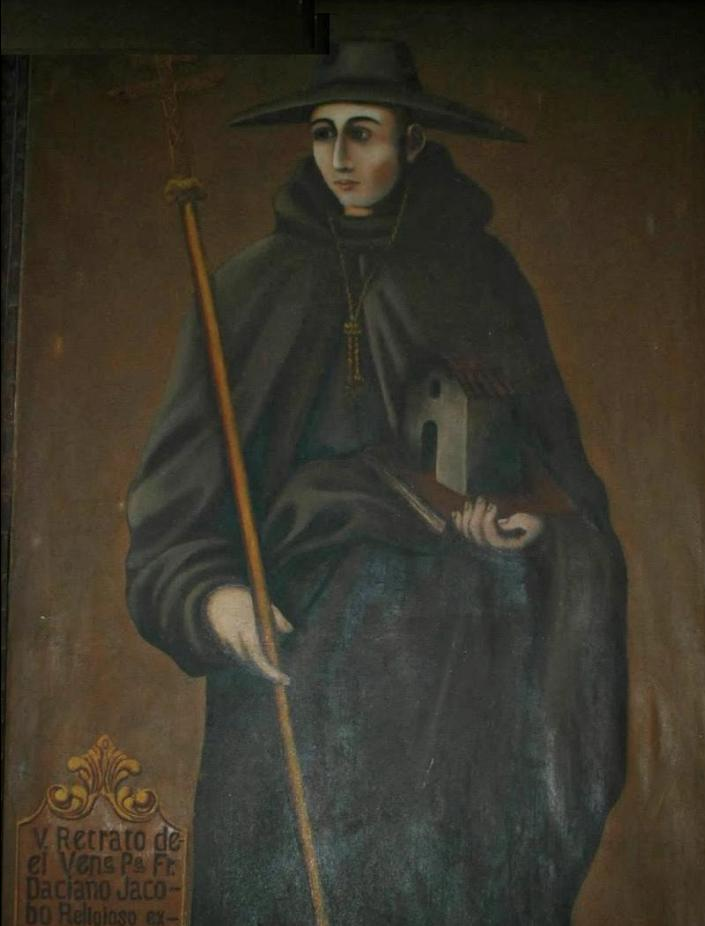
Jakob målad av okänd konstnär 1906.

Broder Jakob av Dacia, spanska: Jacobo Daciano; latin: Iacobus de Dacia, född omkring 1484 i Köpenhamn, död 29 oktober 1566 i Michoacán i Mexiko,  var en dansk franciskanermunk och sannolikt prins av Danmark, Norge och Sverige. Han kallade sig även Iacobus Gottorpius efter den danska kungaättens stamslott Gottorp. Gottorp som stod under Danmark under hans livstid. Han behärskade åtta språk och ansågs hos urbefolkningen i Michoacán vara utpräglat rättvis och hjälpsam. I Tarécuato, där hans grav finns i klosterkyrkan, firas hans födelsedag fortfarande årligen.

## Biografi
Redan som ung man blev Jakob franciskanermunk och fick en god utbildning där han lärde sig latin, grekiska och hebreiska samt modersmålen tyska och danska. Före reformationen bodde han i ett kloster i Malmö där han argumenterade mot lutheranernas ledare. 1530 fördrevs munkarna och många franciskaner tog sin tillflykt till de katolska provinserna i norra Tyskland.
Jakob var kvar i Danmark till 1536 då han på grund av reformationens övertag fick gå i exil i Mecklenburg där han underhölls av hertig Albrekt som tillhörde furstarna som fortsatte att stödja katolikerna. Här blev han utnämnd till det sista överhuvudet - provinsialen - för franciskanerprovinsen Dacia, som innefattade hela Skandinavien, och därav fick han sitt geografiska tillnamn. Efter några år reste han till Spanien där han studerade spanska och arabiska och blev auktoriserad av kejsar Karl V att bege sig över Atlanten till Nya Spanien som missionär.
Till Veracruz anlände Jakob år 1542 för att förbli i Mexiko resten av livet. Där lärde han sig flera av urbefolkningens språk såsom P'urhépecha och Nahuatl och grundade ett flertal kloster. Han blev känd för sitt envisa arbete för urbefolkningens rättigheter och råkade i klammeri med regeringen i Nya Spanien och med högre lokala präster när han argumenterade för att även indianerna skulle få prästvigas.
Jakob dog i klostret i Tarecuato i Michoacán och gravsattes där.

## Härstamning
Den danske historikern Jørgen Nybo Rasmussen har hävdat att Jakob skall ha varit en son till unionskungen Hans av Danmark och yngre bror till kung Kristian II. På detta baserades romanen Broder Jakob av Henrik Stangerup. Jakob uppgav att han var från Gottorp. Han hade en tidig europeisk utbildning och ett särskilt politiskt skydd under tiden i Mexiko som vittnar om att han härstammade från det dåtida samhällets översta skikt. Yngre kungasöner gick ibland i kloster eftersom det antogs att de inte skulle ärva någon tron. Det tillhör emellertid historiska ovanligheter att kungliga prinsar blivit interkontinentala missionärer.
Vissa författare har räknat Jakob bland dansk-norsk-svenska prinsar och som legitim son till kung Hans (Johan II i Sverige) och drottning Kristina. Rasmussens tes har även fått ett skeptiskt bemötande.
2008 besökte drottning Margrethe II av Danmark klostret och hans grav i Mexiko.